# ザ・ヒューマノイド 哀の惑星レザリア
『ザ・ヒューマノイド 哀の惑星レザリア』（The Humanoid あいのわくせいレザリア）は、1986年3月5日に東芝EMIから発売されたSFオリジナル・ビデオ・アニメ（VHS：TT88-1141HI）。東芝EMI初のオリジナルアニメであり、政木伸一の監督デビュー作品。
同年3月21日に劇場公開された。松竹富士配給。上映時間45分。

## あらすじ
惑星レザリアには地球人とメガロス星人が共存していた。年に一度の宇宙船セル号がレザリアに着陸する時、何者かが船を襲う。乗員のエリックとアーロンは何とか、地球エリアに逃げ、ロボットテクノロジーの権威ワトソン博士と、博士の造ったヒューマノイドのアントワネットに会う。一方、メガロス・エリアではプラウド総督が実権をにぎり、レザリア星の遺跡－－巨大宇宙船イクシオンを発掘しようとしていた。エリックは恋人シェリーとの再会を楽しみ、それを見てアントワネットは“愛”というものを知る。プラウドはイクシオンを発動させるワトソンの持つ鍵を入手しようとし、遺跡発掘現場でとらえたエリックを人質にし、なんとか鍵を手に入れた。イクシオンはやがて発動しようとするが、レザリア星がそうなれば発射台となり、消滅してしまう。熱と震動で動こうとするイクシオンの動きをとめるため、アントワネットは自らを犠牲として、鍵を引き抜く。そして、レザリア星に平和がおとずれた－－。

## キャスト
- エリック - 矢尾一樹
- アントワネット - 榊原良子
- シェリー - 柴田由美子
- アーロン - 小林清志
- ワトソン - 柴田秀勝
- プラウド - 曽我部和恭
- イグナシア - あきやまひかり
- リベロ - 丸山詠二
- 側近 - 佐藤正治
- 兵士A - 小滝進
- 兵士B - 小野健

## スタッフ
- 監督：政木伸一
- 監修：影山楙倫、樋口純郎
- プロデューサー：長尾聡浩
- ゼネラル・プロデューサー：芝崎寛政
- 脚本：水出弘一、カナメプロダクション
- オリジナル・キャラクター：空山基
- キャラクター・デザイン：小原渉平
- 作画監督：上條修
- サブメカニックデザイン：西井正典、佐藤智彦
- イメージ設定：豊増隆寛
- 美術監督：勝又激
- カラー・ディレクター：飯塚善子
- 撮影監督：池上元秋
- 特殊効果：前川孝
- 編集：掛須秀一、村松正宏、石田悟、磯部文弘
- 音響監督：松浦典良
- 音楽：中島正雄
- 効果：伊藤克己、須藤輝義
- 録音：大塚晴寿、佐藤進
- 担当：渡辺淳
- 進行主任：稲荷昭彦
- 制作進行：岩川広司
- アニメーション制作：カナメプロダクション
- 製作：東芝EMI株式会社

## 主題歌
- エンディングテーマ「Dancin' In The Rain」

作詞：三浦徳子 - 作・編曲：佐藤健 - 歌：早川めぐみ

## 関連書籍
- 『ザ・ヒューマノイド 哀の惑星レザリア』 講談社〈講談社X文庫〉、1986年3月31日発売 ISBN 4-06-190051-X
  - 文 / 水出弘一、絵 / 小原渉平
- 『オリジナル・ビデオ・アニメーシュン ザ・ヒューマノイド 哀の惑星レザリア The Humanoid 記録全集Vol.1』 ヒロメディア 1986年5月1日発売 ISBN 4-93854-503-9
- 『ザ・ヒューマノイド 哀の惑星レザリア (フィルムコミックス/オリジナルビデオアニメーション)』 日本文芸社 1986年6月10日発売 ISBN 4-53703-030-5